# 基索科托山
14°32′27″S 72°33′07″W / 14.54083°S 72.55194°W
基索科托山（Kisu Qutu），是秘魯的山峰，位於該國南部阿普里馬克大區，由安塔班巴省的奧羅佩薩區負責管轄，屬於萬索山脈的一部分，海拔高度5,177米。